# Georgskorset (Ryssland)
Georgskorset (ryska: Георгиевский крест) är en statligt förtjänsttecken i Ryssland. Det skapades ursprungligen 1807 som Militärordens Förtjänsttecken, 1913 fick den namnet Georgskorset. Tecknet upphörde att utdelas efter den Ryska revolutionen 1917, men återinfördes 1992.

## Bakgrund
Georgskorset skapades av den ryske tsaren Alexander I, som en belöning till soldater och underofficerare för visat hjältemod. Ursprungligen fanns endast en klass: Utmärkelsen var i silver och helt lik Sankt Georgsordens riddartecken, samt bars i den ordens band. År 1856 ändrades stadgarna och orden fick nu 4 klasser: Första och andra i guld, och tredje och fjärde i silver.  

## Bilder

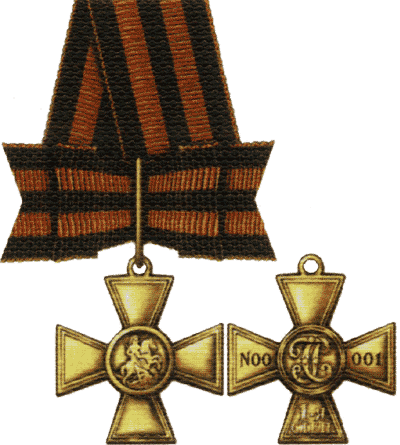
1. klass
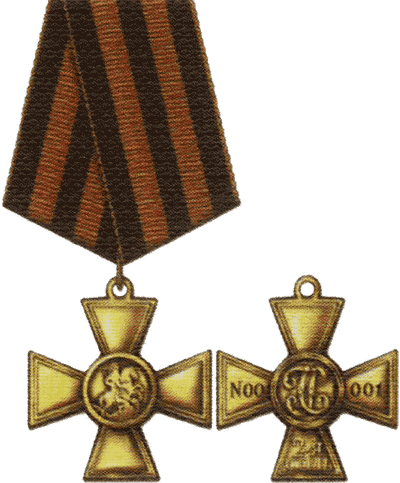
2. klass
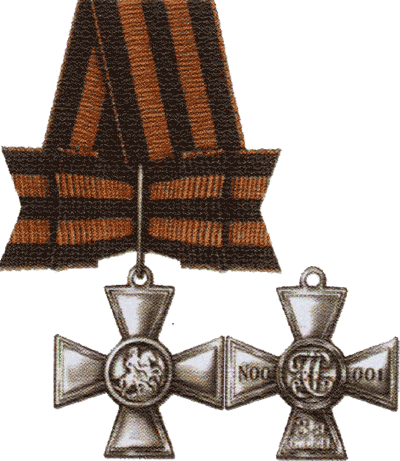
3. klass
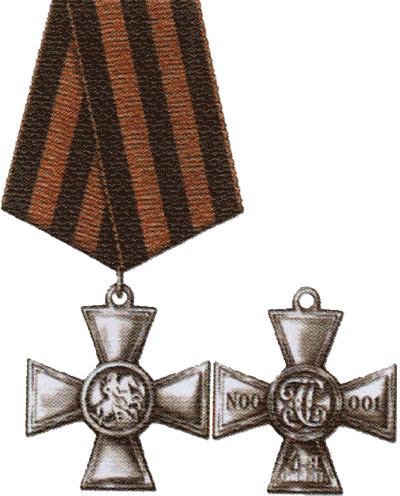
4. klass

Släpspänne 1. klass
Släpspänne 2. klass
Släpspänne 3. klass
Släpspänne 4. klass

## Svenska mottagare
- Fanjunkare Lars Fredrik Hedlund (1794-1860), för tapperhet under Sjätte koalitionskriget
- Fanjunkare Johan Adolf Morström (?), [1] för tapperhet under Sjätte koalitionskriget förlänad 1816
- Fältjägare Abraham Abrahamsson Järf (1784-1855).[2]
- Sergeant Olof Lindman.[3]
- Korpral Halvard Sköld.[3]
- Korpral Anders Fast.[3] förlänad 30/6 1816
- Korpral 4. Anders Nord.[4] kors nr 44246 förlänad 30/6 1816
- Korpral 56 Anders Sprytt.[4]
- 55 Hans Fredriksson.[5]
- 88 Anders Widga.[5]

## Fotnoter
1. ↑  Dalregementes generalmönstringsrulla 1820.
2. ↑  Västerbottens regementes generalmönstringsrulla 1820.
3. 1 2 3  Hälsinge regementes generalmönstringsrulla 1821.
4. 1 2  Dalregementes generalmönstringsrulla 1820.
5. 1 2  Värmlands fältjägarregementes generalmönstringsrulla 1818.